# Кіницький Ярослав Тимофійович
Ярослав Тимофійович Кіни́цький (нар. 9 лютого [[1939] -  22 лютого 2023], с. Ракова, нині Старосамбірський район Львівська область) — український учений у галузі теорії механізмів і машин, доктор технічних наук, професор, завідувач кафедри машинознавства Хмельницького національного університету [Архівовано 15 жовтня 2011 у Wayback Machine.]

## Життєпис
Народився 9 лютого 1939 р. в с. Ракова Старосамбірського району Львівської області. У 1961 р. з відзнакою закінчив механічний факультет Українського поліграфічного інституту ім. Івана Федорова за спеціальністю «Поліграфічні машини» і був направлений на роботу в м. Казань, де працював майстром, конструктором комбінату друку. В 1962 р. повернувся до Львова, працював інженером-конструктором заводу автонавантажувачів. З 1963 р. працює в м. Хмельницькому на загальнотехнічному факультеті, на базі якого створений Хмельницький національний університет: спочатку асистентом, старшим викладачем, доцентом, а з 1982 р. — завідувачем кафедри «Деталі машин і ТММ» (зараз це кафедра машинознавства).
В 1971 р. заочно закінчив аспірантуру при поліграфічному інституті і захистив кандидатську дисертацію. У 1975 р. йому присвоєно вчене звання доцента, в 1991 р. — професора, а в 1994 р. захистив докторську дисертацію. Він є автором (або співавтором) більше 170-ти наукових і науково-методичних робіт, зокрема 4-х підручників, 7-ми навчальних посібники, 3-х монографій, 11-ти авторських свідоцтв і патентів на винаходи. Під його керівництвом виконана велика кількість науково-дослідних робіт як за державним замовленням, так і на госпдоговірних засадах, підготовлено та захищено 1 докторська та 2 кандидатські дисертації, зараз успішно працюють над дисертаціями 4 аспіранти та 1 докторант. Я. Т. Кіницький багато зробив для розбудови університету, створення матеріально-техніччної бази кафедри машинознавства. Разом з іншими викладачами кафедри брав участь в обладнанні ряд оригінальних лабораторій і кабінетів. Йому належить низка оригінальних науково-методичних розробок, методика щорічного рейтингового оцінювання роботи науково-педагогічних працівників університету. Я. Т. Кіницький бере активну участь у громадському житті університету та за його межами, зокрема — 8 років був на громадських засадах головою профкому та 5 років — заступником голови. Він є членом спеціалізованої вченої ради по захисту докторських і кандидатських дисертацій в Хмельницькому національному університеті та 15 років був членом такої ради при Національному університеті «Львівська політехніка», членом Міжнародної федерації з ТММ та Національного комітету з машинознавства. Нагороджений нагрудним знаком МВССО СРСР за високі показники в роботі вищої школи, має звання «Відмінник народної освіти України», лауреат премії Мінвузу України за навчально-методичну роботу та обласної премії за наукову роботу, йому присвоєне почесне звання «Заслужений професор університету». В 2008 р. визнаний Людиною Року Хмельницького регіону в номінації «Науковець», а в 2009 р. занесений на обласну Дошку Пошани.

## Підручники, навчальні посібники, монографії
Автор першого фундаментального україномовного підручника з теорії механізмів і машин для механічних та машинобудівних спеціальностей ВНЗ (2002).
1. Унифицированные алгоритмы расчета механизмов на ЭВМ. Учебное пособие, Киев: УМК ВО, 1988.–116 с., співавтори: відсутні.
2. Шарнирные механизмы Чебышева с выстоем выходного звена. Монография, Киев: Выща шк., 1990.–231 с., співавтори: відсутні.
3. Технічна механіка. Кн. 1. Теоретична механіка. Підручник, Київ: УМК ВО, 1992.–384 с., співавтори: Чернілевський Д. В., Крживицька С.Є, Щербацький Ю.І, Колосов В. М.
4. Технічна механіка. Кн. 3. Основи теорії машин і механізмів. Підручник, Київ: УМК ВО, 1992.–468 с., співавтори: Чернілевський Д. В., Панов С. Л.
5. Основи курсу теорії механізмів. Навчальний посібник, Київ: Вид-во Київ, ін-ту залізн. трансп., 2001.–357 с., співавтори: Панов С. Л., Лукашенко В. П., Дубинець О. І., Чернілевський Д. В.
6. Теорія механізмів і машин. Підручник, Київ: Наукова думка, 2002.–660 с., співавтори: відсутні.
7. Практикум із теорії механізмів і машин. Навчальний посібник, Львів: Афіша, 2002.–451 с., співавтори: відсутні.
8. Короткий курс теорії механізмів і машин. Підручник, Хмельницький: Вид-во НА прикор. військ України, 2002. –352 с., співавтори: відсутні.
9. Практикум із теорії механізмів і машин. Навчальний посібник. 2-е вид., Львів: Афіша, 2004.–451 с., співавтори: відсутні.
10. Короткий курс теорії механізмів і машин. Підручник. 2-е вид., перероб. і скор., Львів: Афіша, 2004.–252 с., співавтори: відсутні.
11. Збірник задач і тестів із теорії механізмів і машин. Навчальний посібник, Львів: Афіша, 2008.–228 с., співавтори: відсутні.
12. Хмельницький національний університет. Кафедра машинознавства за сорок років розбудови. Довідник., Хмельницький: ХНУ, 2009. — 116  с., співавтори: відсутні.
13. Кулачково-цівкові механізми переривчастого обертового руху вихідної ланки. Монографія, Хмельницький: ХНУ, 2010. — 194 с., співавтори: Костогриз С. Г., Підгайчук Я. О.
14. Положення про щорічне рейтингове оцінювання науково-педагогічних працівників університету. «Положення 2012» / За заг. ред. Я. Т. Кіницького. Наукове видання, Хмельницький: ХНУ, 2012. — 61 с., співавтори: Головко О. В., Кухар В. І., Параска Г. Б., Шинкарук І. М.
15. Техническая механика. Кн.3. Основы теории механизмов и машин. Учебное пособие, Москва: Машиностроение, 2012. — 101 с., співавтори: відсутні.
16. Синтез важільних механізмів із зупинкою вихідної ланки на базі напрямних механізмів. Монографія, Хмельницький: РВЦ ХНУ, 2013. — 432 с. — Режим доступу: http://library/tup.km.ua/EL_LIBRARY/bookvukladach/2014/Monogra-fiya/index.pdf, співавтори: Харжевський В.О, Марченко М. В.
17. Теорія механізмів і машин в системі Mathcad. Навчальний посібник, Хмельницький: ХНУ, 2014. — 295 с., співавтори: Харжевський В.О, Марченко М. В.

## Брошури, довідники, науково-методичні розробки та вказівки
1. Хмельницький філіал Українського поліграфічного інституту ім. Ів. Федорова. Довідник для вступників, Львів: Каменяр,1965. — 20 с., Ткачук І. Х., Новицький П. П., Ільїн Г. П.
2. Курсовые задания по теории механизмов и машин, Хмельницкий: ХТИБО, 1970. — 88 с., Иванов С. Г.
3. Шестизвенные лямдообразные механизмы Чебышева с остановкой ведомого звена. Метод. указания для слушат. спец. сем. по повышению квалиф. инж.констр. (расчетчиков) на тему: «Критери-альные методы расчета цикловых механизмов», Гл. упр. полиграф. машиностроения и Укр. полиграф. ин-т им. Ив. Федорова, 1974, вып. 8.–76 с., співавтори: відсутні.
4. Шестизвенные лямдообразные механизмы Чебышева с остановкой ведомого звена. Метод указания по курсу, курсовому и дипломному проектированию для студентов спец. 0515, Львов: Укр. полиграф. ин-т им. Ив. Федорова, 1975, вып. 8. — 76 с. (2-е изд.), співавтори: відсутні.
5. Теория механизмов и машин. Задания и метод. указания к выполнению курс. работы для студ. ОТФ механ. спец., Хмельницкий: ХТИБО, 1977. — 76 с., Костогрыз С. Г.
6. Структура и кинематика механизмов. Метод. указания к выполнению лабор. работ по ТММ, Хмельницкий: ХТИБО, 1977. — 72 с., Костогрыз С. Г., Матвейчук Л. М., Педан В. М.
7. Динамика механизмов и машин. Метод. указания к выполнению лабор. работ по ТММ, Хмельницкий: ХТИБО, 1977. — 76 с., Костогрыз С. Г., Матвейчук Л. М., Педан В. М.
8. Теория механизмов и машин. Альбом рисунков к курсу лекций, Хмельницкий: ХТИБО, 1978. — 80 с., Костогрыз С. Г.
9. Проектирование зубчатых механизмов. Метод. указания к выполнению курс. проекта по теории механизмов и машин, Хмельницкий: ХТИБО, 198О. — 72 с., Костогрыз С. Г.
10. Методические указания к выполнению лабораторных работ по теории механизмов и машин, Винница: ВПИ, 1981. — 65 с., Вишинский И. И., Мохнатюк А. И., Пивторак Л. С., Бойцов А. М., Скорюков Г. П.
11. Теория механизмов и машин. Метод. указания к оформлению курс. проектов (работ), Хмельницкий: ХТИБО, 1981. — 94 с.+ 4 вкл., Костогрыз С. Г., Матвейчук Л. В., Педан В. Н.
12. Теория механизмов и машин. Метод. указания и контр. работы для студентов общетехн. ф-та, Хмельницкий: ХТИБО. 1982. — 100 с., Костогрыз С. Г., Билецкий А. А.
13. Теория механизмов и машин. Метод. указания по проектированию кулачковых механизмов с помощью ЭВМ, Хмельницкий: ХТИБО, 1983. –  47 с., Билецкий А. А., Семенюк Н. Ф.
14. Теория механизмов и машин. Метод. указание по применению ЭВМ в курс. проектированию теории механизмов и машин, Хмельницкий: ХТИБО, 1985. — 56 с., Костогрыз С. Г., Билецкий А. А., Семенюк Н. Ф.
15. Теория механизмов и машин. Метод. указания для студентов мех. ф-та, Хмельницкий: ХТИБО, 1985. — 92 с., Педан В. Н.
16. Теория механизмов и машин. Метод. указания по оформлению курсовых проектов (работ) для студентов общетехн. ф-та, Хмельницкий: ХТИБО, 1985.– 40 с. +3 вкл., Конюк Е. А.
17. Теория механизмов и машин. Метод. указания по оформлению курс. проектов (работ) для студ. спец. 0501 и 0569, Хмельницкий: ХТИБО, 1985.-76 с. + 5 вкл., Билецкий А. А., Педан В. М.
18. Метод. указания по синтезу плоских кулачковых механизмов с применением ЭВМ, Хмельницкий: і ХТИБО, 1986. — 68 с, Семенюк Н. Ф.
19. Механизмы устройств ЭВМ. Задания и метод. указания к выполнению курсового проекта для студ. спец. 2201, Хмельницкий: ХТИ, 1990. — 84 с., Овчинников А. А.
20. Теория механизмов и машин. Метод. указания по оформлению курсовых проектов (работ) для студентов-заочников, Хмельницкий: ХТИ, 1990. — 28 с., Билецкий А. А., Педан В. Н.
21. Теорія механізмів і машин. Ч. 1. Вступна лекція. Структура і класифікація механізмів. Текст лекцій, Хмельницький: ХТІ, 1990. — 56 с., співавтори: відсутні.
22. Дидактичні матеріали для курсу «Прикладна механіка», Хмельницький: ХТІ, 1990. — 108 с., Рудик А. Е., Стечишин М. С.
23. Теорія механізмів і машин. Ч. 2. Кінематичне дослідження механізмів. Текст лекцій, Хмельницький: ХТІ, 1990. — 411 с., співавтори: відсутні.
24. Теория механизмов и машин. Метод. указания по оформлению курсовых проектов (работ) для сту-дентов-заочн. мех. спец., Хмельницкий: ХТИ, 1990. — 28 с., Билецкий А. А., Педан В. Н.
25. Теорія механізмів і машин. Ч. 3. Динамічне дослідження механізмів. Текст лекцій, Хмельницький: ХТІ, 1991. — 416 с., співавтори: відсутні.
26. Теорія механізмів і машин. Ч. 4. Тертя і знос у машинах. Текст лекцій, Хмельницький: ХТІ, 1992. — 52 с., співавтори: відсутні.
27. Теорія механізмів і машин. Ч. 5. Передачі. Текст лекцій, Хмельницький: ХТІ, 1993. — 136 с., співавтори: відсутні.
28. Теорія механізмів і машин. Ч. 6. Механізми з вистоєм, Хмельницький: ХТІ. 1993. — 120 с., співавтори: відсутні.
29. Прикладна механіка. Ч. 1. Основні задачі курсу теоретична механіка. Конспект лекцій, Хмельницький: ХТІ, 1993. — 52 с., Рудик О. Ю.
30. Прикладна механіка. Ч. 2. Теорія механізмів і машин. Конспект лекцій, Хмельницький: ХТІ, 1993. — 56 с., Рудик О. Ю.
31. Прикладна механіка. Ч. 3. Опір матеріалів. Конспект лекцій, Хмельницький: ХТІ. 1994. — 76 с., Рудик О. Ю.
32. Завдання на курсові проекти з теорії механізмів і машин. Метод. вказівки для студ. мех. ф-ту, Хмельницький: ХТІ, 1994. — 92 с., Олександренко В. П.,  Педан В. М.
33. Теорія механізмів і машин. Ч. 7. Синтез важільних механізмів. Текст лекцій, Хмельницький: ХТІ, 1994. — 88 с., співавтори: відсутні.
34. Теорія механізмів і машин. Метод. вказівки щодо оформлення курс. проекту, вид. 3-є, перероб., Хмельницький: ХТІ, 1994. — 76 с., Біленький О. О., Олександренко В. П., Педан В. М.
35. Теорія механізмів і машин. Метод, вказівки до лабораторних робіт, Хмельницький: ХТІ, 1994. — 60 с., Олександренко В. П.
36. Теорія механізмів і машин. Ч. 9. Основи теорії машин. Текст лекцій, Хмельницький: ТУП. 1996. — 61 с., співавтори: відсутні.
37. Теорія механізмів і машин. Ч. 8. Зрівноваження механізмів. Текст лекцій, Хмельницький: ТУП, 1997. — 51 с., співавтори: відсутні.
38. Короткий довідник з теорії механізмів і машин для студентів інженерно-технічних спеціальностей, Хмельницький: ТУП, 1998. — 52 с., співавтори: відсутні.
39. Проектування зубчастих механізмів. Метод. вказ. та завдання до курсового проекту, Хмельницький: ТУП, 1998. — 58 с., Костогриз С. Г., Олександренко В. П.
40. Теорія механізмів і машин. Метод. вказ. до лабораторних робіт, вид. 2-е, перер., Хмельницький: ТУП, 2002. — 72 с., Олександренко В. П., Терлецька О. В., Харжевський В. О.
41. Короткий довідник з теорії механізмів і машин для студентів інженерно-технічних спеціальностей, 2-е вид., доп., Хмельницький: ТУП, 2002. — 50 с., співавтори: відсутні.
42. Положення про щорічну оцінку (атестацію) професорсько-викладацького складу, Хмельницький: ХНУ, 2004. — 22 с., співавтори: відсутні.
43. Положення про щорічну рейтингову оцінку професорсько-викладацького складу  і наукових співробітників університету. Вид. 2-те, випр. і допов., Хмельницький: ХНУ, 2005. — 36 с., співавтори: відсутні.
44. Аналітичні методи аналізу та синтезу механізмів. Методичні вказівки., Хмельницький: ХНУ, 2006. — 88 с., Харжевський В. О.
45. Положення про щорічну рейтингову оцінку професорсько-викладацького складу  і наукових співробітників університету. «Положення 2006». Вид. 3-тє, випр. і допов., Хмельницький: ХНУ, 2006. — 51 с., Головко О. В.
46. Положення про щорічне рейтингове оцінювання професорсько-викладацького складу.  «Положення 2008». Вид. 4-те, випр. і допов., Хмельницький: ХНУ, 2008. — 57 с., Головко О. В.
47. Положення про рейтингове оцінювання науково-педагогічних працівників університету. «Положення 2012»., Хмельницький: ХНУ. 2012. — 61 с., Головко О. В., Кухар В. І., Параска Г. Б., Шинкарук І. М.
48. Теорія механізмів і машин. Короткий довідник для студентів інженерно-технічних спеціальностей, 3-е вид., випр. і доп., Хмельницький: ХНУ, 2013. — 59 с., співавтори: відсутні.
49. Аналитическое параметрическое исследование лямдообразных механизмов П. Л. Чебышева с применением ЭЦВМ. Тез. докл. межвуз. науч. конф. по методам расчета механизмов, Львов: УПИ им. Ив. Федорова, 1968. — С. 90-91, співавтори: відсутні.
50. До питання про синтез лямдоподібних механізмів П. Л. Чебишева з паузами, В-во Львів, держ. ун-ту, зб. «Поліграфія і видавнича справа»,1970,№ 5. — С. 61-66, співавтори: відсутні.
51. Наближений кінетостатичний розрахунок лямдоподібних механізмів Чебишева з паузами веденої ланки, В-во Львів, держ. ун-ту, зб. «Поліграфія і видавнича справа», 1971, № 7. –  С. 100—104, співавтори: відсутні.
52. Аналитическое и экспериментальное исследование лямдообразных механизмов Чебышева с остановками ведомого звена. Тез. докл. совещ. по методам расчета машинавтоматов, Львов: Укр. полиграф, ин-т  им. Ив. Федорова, 1971. — С. 59-60, співавтори: відсутні.
53. Параметрическое исследование лямдообразных механизмов Чебышева с остановками ведомого звена. Дис. канд. техн. Наук, Львов: Укр. полиграф, ин-т им. Ив. Федорова, 1971. — 159 с., співавтори: відсутні.
54. Параметрическое исследование лямдообразных механизмов Чебышева с остановками ведомого звена. Автореф. дис. канд. техн. Наук, Львов: Политехи. ин-т, 1971. — 20 с., співавтори: відсутні.
55. Аналітична механіка лямдоподібних механізмів Чебишева з паузами веденої ланки, В-во Львів. держ. ун-ту, зб. «'Поліграфія і видавнича справа»,1972, № 8. — С. 75-80, співавтори: відсутні.
56. Шарнірні механізми з паузами веденої ланки. Тез. допов. «Першої конф. молодих вчених Західних обл. УРСР», Львів: Обласна рада молодих вчених, 1972. — С. 268—270, Босак В. О.
57. Синтез лямдообразных механизмов Чебышева с остановками ведомого звена по заданным углам передачи, Изд. Харьков, гос. ун-та, сб. «Теория механизмов и машин», 1973, вып. 15.-С. 50-57, співавтори: відсутні.
58. Исследование работы вертикально-фрезерных станков модели 6М-13 и кривошипного пресса модели К-1128 с целью повышения их производительности., Отчет по НИР/ Минвуз УССР, ХТИБО: Рук. В. Г. Каплун -Шифр темы 22; № ГР 72063452; Инв. № Б241147.– Хмельницкий, 1973.– 166 с., Каплун В. Г.,  Костогрыз С, Г., Кузяев Б. А., Андрийчук А. Ф., Нестеровский В. В., Штер И. М.
59. Исследование надежности работы системы управления кривошипного пресса К-1128. Реф.инф. о законч. НИР в вузах Украины. Серия «Машиностроение и металообработка», М.: Высш. шк., 1974, вып. 14. — С. 36., співавтори: відсутні.
60. Исследование и модернизация механизма перестройки частот генератора СВЧ с целью повышения его технологичности и надежности, Отчет по НИР/ Минвуз УССР, ХТИБО; Рук. Ки-ницкий Я. Т. — Шифр темы 49, № ГР 74015011; Инв. № 39-8921.– Хмельницкий, 1974. — 48 с., Давыдов А. М.
61. Синтез присоединенных к шатуну структурных групп II класса I и II видов по заданному коэффициенту изменения средней скорости ведомого звена, Изд. Харьков, гос. ун-та, сб. «Теория механизмов и машин», 1975, вып. 18. –  С. 93-98, співавтори: відсутні.
62. Исследование силового нагружения лямдообразных механизмов Чебышева с остановками ведомого звена. Тез. докл. Всесоюз. совещания по мето-дам расчета цикловых механизмов, Львов: Укр. полиграф, ин-т им. Ив. Федорова, 1976. –  С. 77-78, співавтори: відсутні.
63. Исследование и разработка методов оперативного контроля и прогнозирования точности металлорежущих станков, Отчет по НИР/ Минвуз УССР, ХТИБО; Рук. Костогрыз С. Г. — Шифр темы 54, № ГР 74015000; Инв. № 889616.– Хмельницкий, 1976. — 189 с., Костогрыз С. Г., Пастух И. М., Добжанский Ю. Ф., Билецкий А. А., Гладкова В. Н.,  Алехнович А. Е.
64. Исследование и разработка средств контроля размеров и формы деталей, Отчет по НИР/ Минвуз УССР, ХТИБО; Рук. Костогрыз С. Г. Шифр темы 54, № ГР 74015000: Инв. № 8 89616.- Хмельницкий, 1976. — 189 с., Пастух И. М., Давыдов А. М., Алехнович А. Е., Билецкий А. А., Рябчиков А. Н.
65. Синтез шестизвенных кулисных механизмов, обеспечивающих постоянную скорость выходного звена. Тез. докл. Всесоюз. совещания по методам расчета механизмов машин-автоматов., Львов: Укр. полиграф, ин-т им. Ив. Федорова. 1979. — С. 120, Гаврилюк О. И.
66. Влияние взаиморасположения зажимных и измерительных устройств на точность измерений. Тез. докл. респ. науч.техн. конф. «Исследование и перспективы развития зажимных, загрузочных и фиксирующих механизмов станков-автоматов и станков с программным управленим»., Киев: КПИ, 1980. –  С. 32-33, Пастух И. М., Добжанский Ю. Ф.
67. Прибор для контроля отклонений (ПКО-1). Информ. листок № 59-81, Хмельницкий: ЦНТИ, 1981. — 4с., Давыдов А. М., Билецкий А. А., Рябчиков А. Н.
68. Применению ТСО — высокую научно-методическую подготовку. Тез. докл. VIII научно-методической межвуз. конф., Хмельницкий: ХВАКУ, 1981. — С. 12, співавтори: відсутні.
69. Перспективы применения шарнирных механизмов с остановками ведомого звена в бытовой технике. Тез. докл. респ. науч.-техн. конф., Укр. респ. управ. НТО коммун. хоз. и быт. обслуж. ХТИБО. — Хмельницкий: 1981. –  С. 337—338, співавтори: відсутні.
70. Исследование и разработка средств комплексного контроля размеров и формы деталей., Отчет по НИР/ Минвуз УССР, ХТИБО; Рук. Киницкий Я. Т. Шифр темы 2-79, №ГР 79016406; Инв. № 028200684.1.– Хмельницкий, 1981. — 89 с., Давыдов А. М., Билецкий А. А., Рябчиков А. Н.
71. Влияние взаиморасположения зажимных и измерительных устройств на точность измерений., Межвед. респ. сб. «Технология и автоматизация машиностроения». — Киев : № 31,1983. — С. 73-76, Пастух И. М., Добжанский Ю. Ф.
72. Об устойчивости грузовой каретки на промежуточном башмаке опоры подвесной лесотранспортной установки., Изв. вуз., «Лесной журнал». № 2, 1984 — С. 42-47., Матиишин М. В.
73. Опыт применения технических средств обучения в курсе «Теория механизмов и машин». Тез. докл. межвуз. науч.метод, конф. «Пути и методы совершенствования учеб.метод.  работы, внутривуз. контроля в вузах», Шахты: ШТИБО, 1985. — С. 46-47, Костогрыз С. Г.
74. Разработка цеховых измерительных устройств для динамического контроля цилиндрических деталей, Отчет по НИР/ Минвуз УССР, ХТИБО; Рук. Ки-ницкий Я. Т. Шифр темы 14-82, №ГР 01820078651; Инв. № 02860076846.- Хмельницький, 1985. — 68 с., Билецкий А. А., Давыдов А. М., Рябчиков А. Н., Кошонько Г. А.
75. Предельные значения коэффициента изменения средней скорости выходного звена механизмов Чебешева с выстоем в случае присоединения структурной группы 2-го класса 2-го вида, Изв. вуз. Машинострое-ние, № 10, 1987. –  С. 52-57, співавтори: відсутні.
76. Исследование и разработка прогрессивной технологии термодиффузионного насыщения деталей, Отчет по НИР/ Минвуз УССР, ХТИБО; Рук. Киницкий Я. Т. — Шифр темы 22-87, №ГР 0187.0014971; Инв. № 0288.0036816.-Хмель-ницкий, 1987. — 51 с., Каплун В. Г., Рудык А. Е., Паршенко А. В., Мудрук А. С., Лаврук В. И.
77. Разработка средств контроля изменения геометрических параметров цилиндрических поверхностей и методов интенсификации магнитно-абразивной обработки крупногабаритных деталей, Отчет по НИР/ Минвуз УССР, ХТИБО; Рук. Киницкий Я. Т. — Шифр темы 1-85,  №ГР 0185.0028006; Инв. № 0288.0036817. Хмельницкий, 1987. — 460 с., Билецкий А. А., Давыдов А. М., Рябчиков А. Н., Кошонько Г. А.
78. Оборудование кабинета деталей машин. Тез. докл. Всесоюз. науч.-техн.конф.  "Проблемы создания специалиазированных учебно-лабор. и ауд. компл. для подготовки специалистов в высшей и средней специальной школе («ТСО-88»), М.: ВСНПО «Союзвуз — прибор», МАИ, 1988. — С. 6-8, Добжанский Ю. Ф., Каплун В. Г., Костогрыз С. Г., Пастух И. М.
79. Повешение износостойкости штампов и литьевых форм ионным азотированием. Тез. докл. Все-союз. науч.-техн. конф. «Повешение надежности и долговечности материалов и деталей машин на основе новых методов термической и химико-термической обработки», М.: МАДИ, 1988. — С. 6-8, Береговой И. Н., Силина Л. А.
80. Синтез прямолинейно направляющих механизмов Чебишева с применением ЭВМ, Изв. вуз. Машинострое-ние, № 10, 1987. –  С. 52-57, співавтори: відсутні.
81. Исследование эффективности процесса магнитно-абразивной обработки цилиндрических деталей, Трение и износ, т. 10, № 3, 1989. — С. 461—465, Горшунов  В. П., Билецкий А. А., Винтер Ю. Г., Давыдов А. М.
82. Проектирование шарнирно-рычажных механизмов с прерывистым движением выходного звена. Тез. докл. Всесоюз. сем. зав. кафедрами и ведущих лек-торов вузов страны «Задачи кафедр теории механизмов и машин по реализации перестройки высшего образования в стране», Госкомобразования СССР, науч.метод. Совет по ТММ, Калинин. политехн. ин-т, 1989. — С.89-90, співавтори: відсутні.
83. Погруппный метод аналитического исследования кинематики шарнирно-рычажных механизмов 2-го класса на ЭВМ. Тез. докл. Всесоюз. сем. зав. кафедрами и ведущих лекторов вузов страны «Задачи кафедр теории механизмов и машин по реализации перестройки высшего образования в стране», Госкомобразования СССР, науч.метод. Совет по ТММ, Калинин. Политехн, ин-т, 1989. — С. 102—103, співавтори: відсутні.
84. Стимулирование ритмичной и качественной самостоятельной работы над курсовыми проектами по ТММ. Тез. докл. Всесоюз. семинар зав. кафедрами и ведущих лекторов вузов страны «Задачи кафедр теории механизмов и машин по реализации перестройки высшего образования в стране», Госкомобразования СССР, науч.метод. совет по ТММ, Калинин. Политехн. ин-т, 1989. — С. 103—104, співавтори: відсутні.
85. Повышение прочностных и противоизносных характеристик поверхностных слоев деталей подшипников качения методом нитрозакалки., Отчет по НИР/ Минвуз УССР, ВПИ; Рук. Зайцев О. В. — Шифр темы 1240, № ГР 01880087475; Инв. № 0289.0067597.Винница,1989. — 128 с., Зайцев О. В., Иващук С. В., Суховий Б. Ф., Овчаренко О. С., Баранова И. С., Каплун В. Г.
86. Разработка макетов преобразователей для контроля режимов термических процессов, Отчет по НИР/ Минвуз УССР, ХТИБО; Рук. Киницкий Я. Т. — Шифр темы 28-86, №ГР 01860089931; Инв. № 0288.0036817. — Хмельницкий, 1987. — 24 с., Давыдов А. М., Винтер Ю. Г., Кошонько Г. А.
87. Проектирование рычажных механизмов прерывистого движения, Изв. вуз. Машиностроение, № 7, 1989, — С. 59-64, співавтори: відсутні.
88. Синтез шарнирных механизмов Чебышева с выстоем выходного звена с учетом реакций в кинематических парах и циклового КПД, Изв. вуз. Машиностро-ение, № 1, 1990. — С. 49-53, співавтори: відсутні.
89. Тіньові моделі плоских механізмів. Тези допов. наук.-техн. конф. «Науко-ві основи сучасних про-гресивних технологій», Хмельницький: ТУП, 1994. — С. 6, співавтори: відсутні.
90. Дослідження шарнірних механізмів Чебишева з вистоєм вихідної ланки та розробка інженерних методів їх синтезу. Автореф. доктора техн. Наук, Хмельницький: ТУП, 1994. — С. 38, співавтори: відсутні.
91. Тіньові моделі плоских механізмів, Наук.-метод, зб., вип.1, К.:1н-т сист. досл., 1995. — С. 55-56, співавтори: відсутні.
92. Наочне обладнання спецкабінету, Наук.-метод, зб., вип.1, К.: 1н-т сист. досл., 1995. — С. 95-96, Каплун В. Г., Рудишин В. Д., Пастух І. М., Береговий А. М., Лук'янюк М. В.
93. Методичне забезпечення навчального процесу. Тези доп. наук.-практ. конф. «Технологічний університет в системі реформування освітньої та наукової діяльності Подільського регіону», Хмельницький: ТУП, 1995. — С. 17, співавтори: відсутні.
94. Зміст і значення курсу «Основи машинознавства». Тези доп. наук.-практ. конф. «Технологічний університет в системі реформування освітньої та наукової діяльності Подільського регіону», Хмельницький: ТУП, 1995. — С. 18, Шалапко Ю.І,
95. Активізація навчально-пізнавальної діяльності студентів шляхом покращання наочності викладання. Матеріали І Всеукраїнського з'їзду з ТММ «ТММ і техносфера України в XXI ст.», Харків:, 1997. — С. 104, співавтори: відсутні.
96. Геометричний синтез симетричних механізмів Чебишева з вистоєм вихідної ланки чисельним способом, Хмельницький: Вісник ТУП, № 6, 1997. — С. 160—162, Свєтловський О. Б.,Харжевський В. О.
97. Кінематика зворотного перетворювача руху, Хмельницький: Вісник ТУП, № 3, Ч.2, 2000. — С. 7-13, Бельдій М. М., Черменський Г. П.
98. Робочий об'єм і теоретична продуктивність гідро-машин об'ємного витиснення, виконаних на осно- ві зворотного перетворювача напрямку руху, Хмельницький: Вісник ТУП, № 5, Ч. 1, 2000. — С. 37-42, Бельдій, Черменський Г. П.
99. Визначення сил інерції, що діють на ланки гідро-машин, виконаних на основі зворотного перетворювача руху, Хмельницький: Вісник ТУП, № 1, Ч. 1, 2001. — С 7-11, Бельдій  М. М., Марчук Р. А.
100. Геометричний синтез симетричних лябдоподібних механізмів Чебишева за заданою тривалістю зупинки вихідної ланки чисельним способом, Хмельницький: Вісник ТУП, № 1, Ч. 1, 2001. — С. 20-24, Свєтловський О. Б.
101. Швидкість проковзування в упорних підшипниках кочення, Хмельницький: Вісник ТУП, № 1, Ч. 1,2001. — С. 110—115, Каплун П. В., Кузьменко А. Г.
102. Кінематичне дослідження симетричних лябдоподібних механізмів Чебишева, у яких для наближення до дуги кола використовується верхня ділянка шатунної кривої, Хмельницький: Вісник ТУП, № 3, Ч.1, 2001. — С. 73-77, Свєтловський О. Б.
103. Розрахунок зусиль, що діють на ланки гідромашин, виконаних на основі зворотного перетворювача руху, Хмельницький: Вісник ТУП, № 3, Ч. 1, 2001. — С. 28-34, Бельдій  М. М., Марчук Р. А., Черменський Г. П.
104. Проектування машин об'ємного витиснення на основі зворотного перетворювача руху, 36. наук. пр., № 15, Ч. II (спец, випуск). — Хмельницький: Вид-во НА прикор. військ України, 2001. — С.64-67, Бельдій М. М.
105. Використання залежності кривини шатунної кривої для визначення меж існування напрямних механізмів, 36. наук. пр., № 15, Ч. ІІ (спец, випуск). — Хмельницький: Вид-во НА прикор. військ України, 2001. — С.68-72, Свєтловський О. Б.
106. Використання залежності кривини шатунної кривої для синтезу напрямних механізмів, Львів: Машинознавство, № 1(15), 2002. — С.46-48, Свєтловський О. Б.
107. Методичне забезпечення дисциплін кафедри машинознавства Технологічного університету Поділля, Хмельницький: Вісник ТУП, № 6, Ч. 1, 2002. –  С. 248—254, співавтори: відсутні.
108. Аналітична кінетостатика плоских важільних механізмів II класу з врахуванням сил тертя, Хмельницький: Вісник ТУП, № 6, Ч. 1, 2002, — С. 61-64, Харжевський В. О., Свєтловський О. Б.
109. Згадаймо початок. Перші п'ять років становлення Технологічного університету Поділля. Збірник документів і матеріалів., Хмельницький: ТУП, 2002. — С. 175—180, співавтори: відсутні.
110. Кінетостатичний аналіз механізмів Чебишева із зупинкою вихідної ланки, Хмельницький: Вісник ТУП, № 1, 2002. — С. 15-20, Свєтловський О. Б., Харжевський В. О.
111. Розробка чисельних методів геометричного синтезу шарнірно-важільних механізмів і механізмів із зупинкою вихідної ланки, Звіт про НДР/ Міносвіти і науки України, ТУП: Керів. Кіницький Я. Т. — Шифр теми 2Б-2000, № др 00100U00І978;Інв. № 0203U006296. — Хмельницкий, 2002. — 173 с, Свєтловський О. Б., Білецький О. О., Харжевський В. О.
112. Другий раз у перший клас, Газета «Україна молода», № 226 (2032), 2002. — С. 12, співавтори: відсутні.
113. Кафедра как учебно-научное подразделение университета. Материалы Все-российской конференции «Технологические стандарты в образовании», Москва: Изд-во МЭСИ, 2003. –  С.134-137, співавтори: відсутні.
114. Про зміст і якість навчання у вищій школі. Тези доп. 6-го Міжнародного симпозіуму укр. інж.-механіків, Львів: НУ «Львівська політехніка», 2003. — С. 17-18, співавтори: відсутні.
115. Чисельно-аналітичний метод синтезу важільних механізмів із зупинкою вихідної ланки на базі несиметричних шарнірних чотириланкових механізмів з використанням точок Болла, Вісник Технологічного університету Поділля. — 2003.- № 4, Т. 2. — С. 56-68., Харжевський В. О.
116. Навчально-методичний комплекс з теорії механізмів і машин., Вісник Технологічного університету Поділля. — 2004. № 1,Ч. 1.– С. 21-24., співавтори: відсутні.
117. Побудова кривої Болла шатунної площини кривошипно кулісного механізму, Вісник Хмельницького національного університету, № 6  ‘2005 / Т 2. — С. 24-28., Марченко М. В.
118. Аналітично-числовий синтез кругових напрямних механізмів на базі шарнірного чотириланкового механізму з використанням точок Бурместера, Машинознавство, № 4, 2005. — С. 11-18., Харжевський В. О.
119. Продукувати не атестати і дипломи, а знання. Реформа освіти-, Газета «Подільській вісті». Хмельницкий: № 6, 2005. — С. 3, Гостинна Д.
120. Синтез просторових важільних механізмів із зупинкою вихідної ланки з використанням радіусів дотичних сфер, Вісник Хмельницького національного університету, № 4  ‘2006. — С. 11-18., Жеребецький В. В.
121. Теоретичні основи та методи оптимального синтезу  шарнірно-важільних механізмів із зупинкою вихідної ланки, Звіт про НДР/ Міносвіти і науки України ХНУ: Керів. Кіницький Я. Т. — Шифр теми 1Б-2004, № др 0104U002І04;Інв. № 0207U004295. –Хмель-ницкий, 2006. — 357 с., Білецький О. О., Харжевський В. О., Марченко М. В.
122. Знаходження точок перегину шатунної кривої кривошипно-повзунного механізму, Вісник Хмельницького національного університету, № 6, 2006. — С. 70-74., Марченко М. В., Міняйло П. В.
123. Синтез кривошипно-кулісних механізмів із зупинкою вихідної ланки на основі точок Болла., Вісник Хмельницького національного університету, № 6  ‘2007 / Т 2. — С. 183-188., Марченко М. В.
124. Синтез просторових важільних механізмів із зупинкою вихідної ланки через радіуси дотичних до шатунної кривої сфер., Праці 1-ї Міжн. наук.- техн. конф. «Теорія та практика раціонального проектування, виготовлення і експлуатації машинобудівних конструкцій»  – Львів: 2008. — С. 161—162, Жеребецький В. В.
125. Реформування освіти України., Матеріали 5-ї Міжн. наук.-метод. конф. «Розвиток духовності та професіоналізму в умовах глобалізації». Спец. випуск, № 56, част. 1. — Київ-Вінниця, 2008. –С. 31–36, співавтори: відсутні.
126. Синтез просторових важільних механізмів із зупинкою вихідної ланки за деякими геометричними параметрами., Вісник Хмельницького національного університету, № 2  ‘2009. — С. 7-10., Жеребецький В. В.
127. Тестування не розв'яже всіх проблем, Газ. «Голос України», № 209(4709), 5.11.2009, С. 22-23, співавтори: відсутні.
128. Аналітичне дослідження силового навантаження механізму висадки автомату АВ4115, Вісник Хмельницького національного університету, № 5  ‘2009. — С. 30-34, Білецький О. О., Мазур М. Ф., Харжевський В. О.
129. Розвиток методів синтезу важільних механізмів із зупинкою вихідної ланки, Машинознавство, № 7, 2008. — С. 27–37., Харжевський В. О.
130. Визначення параметрів зупинки вихідної ланки механізмів, побудованих на базі центрального прямолінійно напрямного кривошипно-повзунного механізму, Вісник Хмельницького національного університету, № 5  ‘2009. — С. 34-39, Міняйло П. В., Марченко М. В.
131. Моделювання роботи кулачково-цівкових механізмів з  переривчастим обертовим рухом, Вимірювальна та обчислювальна техніка в технологічних процесах, № 1 ‘2009. — С. 33-38, Семенюк М. Ф., Мазур М. П., Підгайчук Я. О.
132. Аналіз і синтез важільних механізмів, Збірник наукових праць Хмельницького націо-нального університету «Основи науково-іннова-ційних напрямків ХНУ», 2009. — С. 112-127, Харжевський В. О.
133. Наукова діяльність про-фесора С. Г. Костогриза, Вісник Хмельницького національного університету, № 1  ‘2011. — С. 7-11, співавтори: відсутні.
134. Костогриз Сергій Григорович — педагог, вчений, керівник і людина, В кн.. «Сергій Григорович Костогриз. До 70-річчя від дня народження». — Хмельницький: 2011. — С. 39-40, співавтори: відсутні.
135. Рейтингове оцінювання діяльності науково-педагогічних працівників університету та ефективність їхньої наукової роботи, Вісник Хмельницького національного університету, № 3  ‘2011. — С. 60-63, Головко О. В.
136. Аналіз і синтез двокривошипного кулісного  механізму з регульованою амплітудою коливання кутової швидкості вихідної ланки, Вісник Хмельницького національного університету. Техн. науки, 2.2013. — С. 18-21, Головко О. В., Марченко М. В.
137. Двокривошипні чотири-ланкові важільні механізми з регульованою амплітудою коливання кутової швидкості вихідної ланки, Вісник Хмельницького національного університету. Техн. науки, 4.2013. — С. 14-19, Головко О. В., Марченко М. В.
138. Аналітичне дослідження кінематики механізмів III класу з використанням системи Mathcad, Вісник Хмельницького національного університету. Техн. науки, 6.2013. — С. 7-10, Марченко М. В., Харжевський В. О.
139. Важільні механізми з регульованою амплітудою коливання кутової швид-кості вихідної ланки, Тези доповідей 12-го міжнародного симпозіуму укр. інж.- мех. у Львові, 2015. С. 19-20, Головко О. В.
140. Визначення фактичної тривалості зупинки вихідної ланки у важільних механізмах, за умовами найкращого наближення за Чебишевим, Вісник Хмельницького національного університету. Техн. науки, 6.2016(243). — С. 7-12, Харжевський В. О.
141. Наближений аналітичний силовий розрахунок шестиланкових важільних передаточних механізмів, Вісник Хмельницького національного університету. Техн. науки, 6.2016(243). — С. 27-30, Головко О. В.
142. Синтез рычажных трёхкривошипных механизмов с выстоем выходного звена и области их существования, Вестник Гомельского государственного технического университета имени П. О. Сухого (Республика Беларусь). — 2017.– № 1 (68) — С. 19-26. — ISSN 1819-5245., Харжевский В. А.

## Свідоцтва і патенти на винаходи та наукові твори
1. Регулируемый кулисный механизм, преимущественно для привода инструмента, А.с. 746148 (СССР); опубл. в Б. И., 1980, № 25, співавтори: Фетисов М. А., Гаврилюк А. И.
2. Кулисно-рычажные механизмы с остановками, А. С.1435867 (СССР); опубл. в Б. И., 1988, № 1, співавтори: відсутні.
3. Кулісно-важільний механізм з зупинками, Патент України, № 44535 А від 15.02.02. Бюл. № 2, співавтори: Свєтловський О. Б.
4. Шарнірно-важільний механізм з зупинками, Патент України, № 44619 А від 15.02.02. Бюл. № 2, співавтори: Свєтловський О. Б.
5. Шарнірно-важільний механізм з регульованою тривалістю зупинки вихідних ланок, Патент України, № 51985 А від 16.12.02. Бюл. № 12, співавтори: Свєтловський О. Б.
6. Шарнірно-важільний механізм з регульованою тривалістю зупинки вихідної ланки, Патент України, № 53876 А від 17.02.03, Бюл. № 2, співавтори: Свєтловський О. Б., Харжевський В. О.
7. Шарнірно-важільний механізм з двома регульованими зупинками вихідної ланки, Патент України, № 66042А від 15.04.2004. Бюл. 4.–2 с, співавтори: Харжевський В. О.
8. Методика щорічної рейтингової оцінки професорсько-викладацького складу  і наукових співробітників Хмельницького національного університету, Авт. свідоц. України на науковий твір № 21462 від 22.05.2007. — 15 с., співавтори: Головко О. В.
9. Двокривошипні чотири-ланкові важільні механіз-ми з регульованою амплітудою зміни кутової швидкості вихідної ланки, Патент України, № 87123 від 27.01.2014. Бюл. 2., співавтори: Головко О. В.
10. Визначення кількості та довжини ділянок наближення до поверхні сфери просторових важільних механізмів, Патент України, № 94307 від 27.01.2014. Бюл. 2., співавтори: Жеребецький В. В.
11. Спосіб використання шатунних кривих для проектування важільних механізмів з регульованою амплітудою зміни кутової швидкості вихідної ланки, Патент України, № 98746 від 12.05.2015. Бюл. 9., співавтори: Головко О. В.